# Arenimicrobiaceae
Arenimicrobiaceae es una familia de bacterias gramnegativas del orden Blastocatellales. Fue descrita en el año 2018. Consiste en bacterias ambientales aerobias e inmóviles, con forma de bacilo. Son mesófilas. Todas las especies se han aislado de suelos.  

## Taxonomía
Actualmente contiene 2 géneros bacterianos, con 3 especies en total:
- Género Arenimicrobium:
  - Arenimicrobium luteum
- Género Brevitalea:
  - Brevitalea aridisoli
  - Brevitalea deliciosa